# 粕尾村
粕尾村（かすおむら）は栃木県の中西部、上都賀郡に属していた村である。

## 地理
- 山岳 - 地蔵岳、高谷山
- 河川 - 思川

## 歴史
- 1889年（明治22年）4月1日 町村制施行により、下粕尾村、中粕尾村、上粕尾村が合併し上都賀郡賀蘇尾村（かそおむら）が成立する。
- 1894年（明治27年）8月1日 粕尾村（かすおむら）と改称する。
- 1955年（昭和30年）1月8日 粟野町、永野村、清洲村と合併し、新粟野町となる。

## 行政
- 粕尾村長（賀蘇尾村長）

| 代 | 氏名       | 就任                       | 退任                       | 備考     |
| -- | ---------- | -------------------------- | -------------------------- | -------- |
| 1  | 野本相考   | 1889年（明治22年）5月3日   | 1897年（明治30年）5月18日  |          |
| 2  | 倉沢源内   | 1897年（明治30年）8月13日  | 1912年（大正元年）9月4日   |          |
| 3  | 徳原喜十郎 | 1912年（大正元年）9月11日  | 1926年（大正15年）10月13日 |          |
|    | 小太刀良夫 | 1926年（大正15年）10月13日 | 1926年（大正15年）11月17日 | 職務管掌 |
| 4  | 金子良助   | 1926年（大正15年）11月16日 | 1929年（昭和4年）1月31日   |          |
| 5  | 鈴木喜作   | 1929年（昭和4年）2月14日   | 1942年（昭和17年）9月21日  |          |
| 6  | 須藤三春   | 1943年（昭和18年）7月22日  | 1946年（昭和21年）6月10日  |          |
| 7  | 倉沢正平   | 1946年（昭和21年）6月10日  | 1947年（昭和22年）4月4日   |          |
| 8  | 金子利平   | 1947年（昭和22年）4月5日   | 1949年（昭和24年）10月16日 |          |
| 9  | 太田朝吉   | 1949年（昭和24年）11月8日  | 1955年（昭和30年）1月7日   |          |

出典:『栃木県町村合併誌 第三巻下』, p. 140-141